# 横浜DeNAベイスターズの応援団

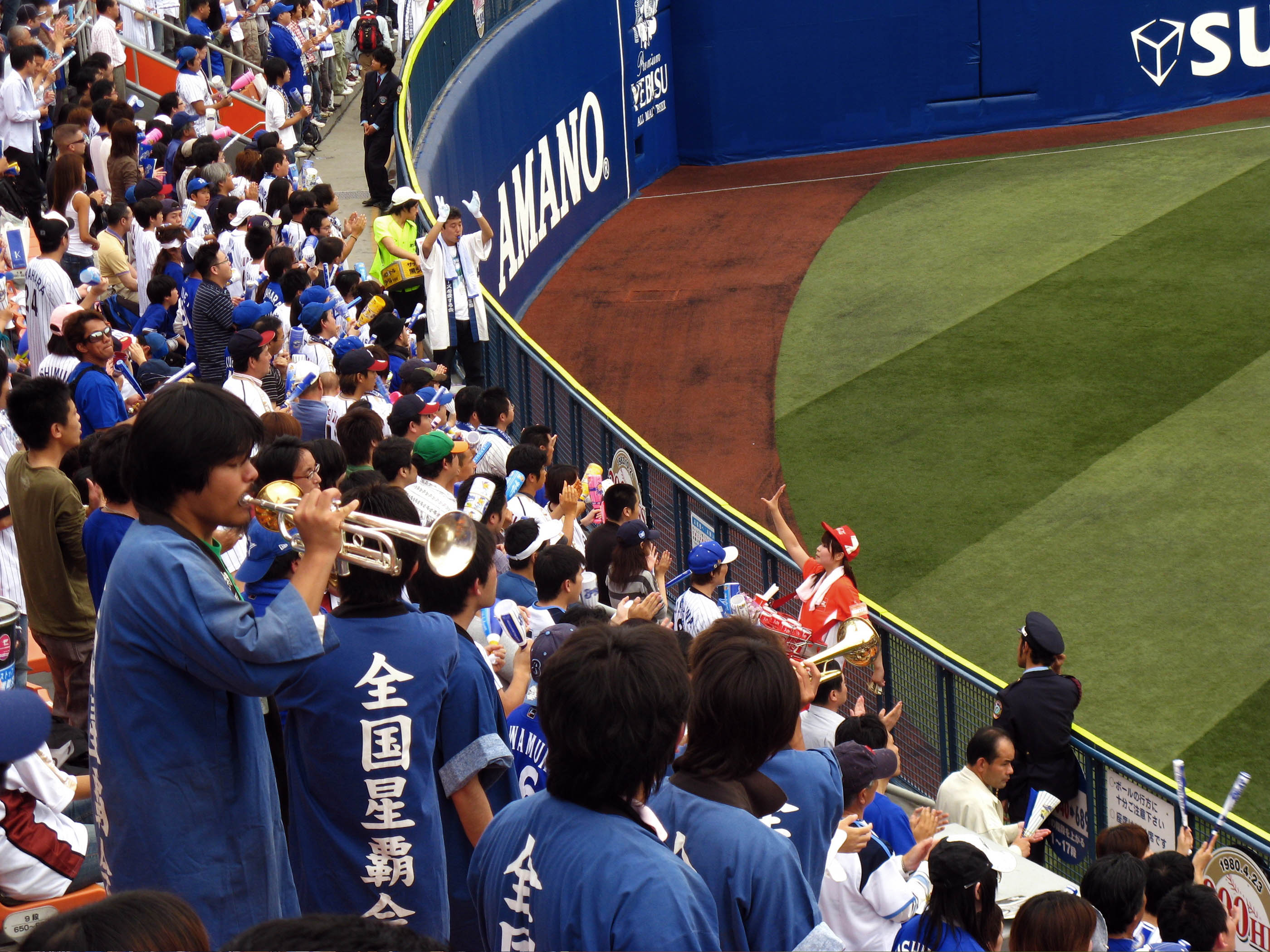
横浜スタジアムにおける応援風景（2008年）。画面奥、白い法被を着用しホイッスルをくわえてリード（応援の指示）を行っているのが「横浜ベイスターズを愛する会」の団員。画面手前、青い法被を着用しトランペットの演奏などをしているのが「全国星覇会」の団員。

横浜DeNAベイスターズの応援団（よこはまディーエヌエーベイスターズのおうえんだん）とはプロ野球・横浜DeNAベイスターズを応援する応援団のことである。応援団によっては大洋時代から活動している応援団も存在する。

## 横浜ベイスターズを愛する会
横浜ベイスターズを愛する会（よこはまベイスターズをあいするかい）は横浜DeNAベイスターズの私設応援団で北海道・横浜・関西・九州に系列団体がある。略称は愛する会（あいするかい）、ベイ愛（べいあい）など。創設者、石川定（いしかわ てい）。現団長、木下大生（きのした　たいせい）。

### 概要
当応援団は横浜大洋ホエールズの時代から存在する応援団であり、大洋時代の応援団名は「鯨援隊」（げいえんたい）である。
横浜スタジアムでは、外野応援シートの外野応援団エリア内で応援活動をしている。
当応援団は2004年（平成16年）から2010年（平成22年）まで読売ジャイアンツ主催試合では活動を行なっていなかった（読売ジャイアンツからの応援許可が下りていなかったため）。かつては東京ヤクルトスワローズ主催試合も活動を行なっていなかったが2006年（平成18年）から活動を再開した。
団員は白の法被で背中に「横浜総本部」または「横浜応援団」「北海道支部」「関西支部」と縦に書かれた法被を着用していたが、2010年（平成22年）の途中からはユニフォームも着用している。主にベイスターズ主催試合ではユニフォームを、ビジターチーム主催試合では法被を着用している模様。

### 応援旗
横浜ベイスターズ時代の球団旗（横浜の応援団は白と青、他の応援団は青の球団旗を所有している）
球団が「横浜DeNAベイスターズ」になってからは、横浜DeNAベイスターズの球団旗を使用している。旗の下部中央に会の名称が書かれている。応援団によって用いられる球団旗は2本あり、主に関東圏で使用されるものと、サイズが一回り小さい関西圏で振られるものが存在する。2019年シーズンは球団誕生70周年仕様のロゴマークの旗が使用された(サイズは関東旗と同一)。
団旗は、白地に灰色で大きく「絆」上段に黒で「横浜ベイスターズ私設応援団」中段に青で「湾星精鋭」一段下がって「力戦奮闘」下段に黒で「横浜ベイスターズを愛する会」　当応援団名の上に左から縦書きで「北海道」・「横浜」・「関西」・「九州」（この旗は球団名が変更されてからも使われている）

#### 選手別応援旗
- 筒香嘉智 (強振強打勇猛邁進 筒香嘉智 25 横浜ベイスターズを愛する会)

#### 選手別応援旗（元横浜選手）
- 村田修一（白地に藍色で中央に「村田修一」上段に「強振強打　無欲無心」右下に「横浜ベイスターズを愛する会」）
- 内川聖一
- 吉村裕基（青地に「木鶏」と縦に書かれ左上に小さく白で「九州魂」一段下がって「ここで見せてくれよ」その右下に「裕基」、旗の右下に「九州」その下に「横浜ベイスターズを愛する会」　※九州の応援団が使用している）
- 金城龍彦（白地に赤で「金城龍彦」左上に黒で「男意地！」右下に青で「横浜ベイスターズを愛する会」）
- 黒羽根利規
- 梶谷隆幸

#### 選手別横断幕（元横浜選手）
- 川村丈夫（青地に白で「舞踊瞬封　川村丈夫」）
- 小池正晃（青地に白で「豪打炸裂　小池正晃」）
- 多村仁志（青地に白で「只今参上　多村仁」）

## 全国星覇会
全国星覇会（ぜんこくせいはかい）は横浜DeNAベイスターズの私設応援団である。略称は星覇会（せいはかい）。

### 応援活動
2002年（平成14年）に旧来の「関東流星会」と「横浜彗星会」の合併により「全国星覇会連合」として会設立以来、全国で行われる横浜DeNAベイスターズの公式戦全試合で活動している。
発足当初は横浜星覇会・名古屋星覇会・広島星覇会といった各地の星覇会が連合を組む形の組織となっていたが2006年（平成18年）に組織合併し現在の組織形態となった。現在も静岡や名古屋、関西等に在住するメンバーがいる。
不定休の社会人や学生・フリーターなどが主力メンバーである傾向が強く、年によっては公式戦全試合全イニング参戦する会員もいるほどである。
横浜スタジアムでは外野応援シートの外野応援団エリア内で応援活動を行っている。2004年（平成16年）～2010年（平成22年）までは読売ジャイアンツ主催試合において横浜応援団では唯一応援活動が許可されていた応援団でもある。
団員は青の法被に背中に白字で縦に「全国星覇会」を着用している。2010年（平成22年）のシーズン途中からは白のユニフォームも着用していた。

### 応援団旗
連合時代は、それぞれの星覇会が個別の会旗を所有していた。
合併後には、上段に「紺星躍進 全国制覇」、下段に「全国星覇会」と書かれた応援旗を使用していた。その旗には2006年（平成18年）開幕前より当時の牛島監督からのサインが書かれている
2010年（平成22年）オープン戦より青地に白で「Sprint」一段下に「for the stars！」と斜めに書かれ右側に星・右下に「全国星覇会」と書かれた旗を使用している。
2014年（平成26年）オープン戦より別デザインの旗を使用している。デザインは青地に白で「我等満点瞬く　蒼星の如く」「SEIHA　Since2002」「紺星躍進」、Aの文字を星形にアレンジした物である。

2016年（平成28年）シーズンからは、この年から導入されたビジターユニフォームデザインの応援旗が作成された。この年限定で「マリンくん」があしらわれた旗、さらにDeNA球団として５周年を表すロゴマークの旗が登場した。また、2016年5月の復刻した大洋ホエールズ時代のユニフォームを着用して行われた「We☆YOKOHAMA DAY」において、かつての球団旗をモチーフとした「W」の旗が使用された。

#### 選手別応援旗
元コーチの鈴木尚典の応援旗を2種類使用していた（上段に白で「果てしなき野望へ　無心の一振り」、下段に「全国星覇会連合」、その横にサイン、中段に黒で「鈴木尚典」　上段と下段部分は青地・中段は黄色の生地）
（もう1種類は斜めに「鈴木尚典」その上に「果てしなき野望へ 無心の一振り」下に「SUZUKI TAKANORI」旗の左上に「YOKOHAMA」その下に「BAYSTARS」・旗の下段に「全国星覇会連合」その横にサイン; この旗は2枚あった）

### 横断幕
- 内川聖一（青地に白で「輝打一閃　内川聖一」左下に「全国星覇会」）[14]
- 大西宏明（藍色に白で「豪快に進め打撃道　大西宏明」（打撃道は赤）がある）[15]
- 鈴木尚典（青地に白で「球道一心 鈴木尚典」下に「全国星覇会連合」）[16][17]
- 2016年クライマックスシリーズ「歴史と共に 今 反撃開始」
- 2020年シーズン開幕から「信じることが ☆をつなぐ」

### 他の応援団との関係
他の応援団との関係はきわめて良好で、ブログに他の応援団の人が写っていたり、楽天応援団や広島応援団に横浜時代の応援歌の使用の許可を出したり、逆に期間限定ではあるがオリックス応援団からオリックス時代の応援歌や日本ハム応援団の全国闘将会から使用許可をもらっていたりする。
元オリックスの大西宏明選手の横断幕はオリックス・バファローズの応援団から引き継いだものである（布地が藍色なのは、この為である）。

## 横浜ベイスターズ下関ファン集いの会
横浜ベイスターズ下関ファン集いの会（よこはまべいすたーずしものせきふぁんつどいのかい）とは横浜DeNAベイスターズの私設応援団である。略称は「集いの会」「下関」。

### 概要
下関市は大洋ホエールズ時代の本拠地の一つであり、横浜ベイスターズ時代に優勝、日本一を勝ち取った後の1998年（平成10年）に設立された。
会員は2019年（平成31年）2月時点で下関を中心に35名おり、広島や福岡を中心に活動している。会長は久光勝也。
応援旗は「innovation」と書かれた旗、「至誠通天 下関」と書かれた旗の２種類である。後者は本来嶋村一輝の個人応援旗だったが、現在は応援団旗として使用されている。

## 湘南海坊主
ベイスターズの二軍を応援している応援団であり、一軍の星覇会や横浜ベイスターズを愛する会とは、全く関係ない応援団である。2019年以降は活動を休止している。

## 映画への出演
横浜を舞台とした映画・大決戦!超ウルトラ8兄弟にて、横浜ベイスターズの応援団として愛する会及び星覇会が登場している。